# Associazione Sportiva Frosinone 1989-1990
Questa pagina raccoglie le informazioni riguardanti l'Associazione Sportiva Frosinone nelle competizioni ufficiali della stagione 1989-1990.

## Stagione
Finì al terzo posto nel Girone D, alle spalle di Battipagliese e Nola, sfiorando la promozione in C1. A fine campionato la società viene radiata per fallimento societario e riparte dal Campionato Interregionale con la denominazione Frosinone Calcio s.r.l.

## Rosa
| N. |                   | Ruolo | Calciatore            |
| -- | ----------------- | ----- | --------------------- |
|    | Italia (bandiera) | A     | Claudio Ambu          |
|    | Italia (bandiera) | A     | Bruno Baldari         |
|    | Italia (bandiera) | C     | Mirco Barbetta        |
|    | Italia (bandiera) | A     | Gerardo Berardi       |
|    | Italia (bandiera) | A     | Salvatore Buoncammino |
|    | Italia (bandiera) | D     | Roberto Carannante    |
|    | Italia (bandiera) | D     | Fabio Cardaio         |
|    | Italia (bandiera) | D     | Marco Cecilli         |
|    | Italia (bandiera) | P     | Raffaele Ceriello     |
|    | Italia (bandiera) | C     | Antonio Colagiovanni  |
|    | Italia (bandiera) | A     | Tommaso De Carolis    |
|    | Italia (bandiera) | D     | Marco De Marchis      |

| N. |                   | Ruolo | Calciatore            |
| -- | ----------------- | ----- | --------------------- |
|    | Italia (bandiera) | D     | Massimiliano Fedeli   |
|    | Italia (bandiera) | D     | Riccardo Feliziani    |
|    | Italia (bandiera) | C     | Fabrizio Lancioni     |
|    | Italia (bandiera) | C     | Luciano Malaman       |
|    | Italia (bandiera) | C     | Enrico Maniero        |
|    | Italia (bandiera) | D     | Roberto Monti         |
|    | Italia (bandiera) | P     | Paolo Onorati         |
|    | Italia (bandiera) | C     | Carmine Passalacqua   |
|    | Italia (bandiera) | D     | Vincenzo Pepe         |
|    | Italia (bandiera) | C     | Massimiliano Piacenti |
|    | Italia (bandiera) | C     | Giampiero Scaglia     |
|    | Italia (bandiera) | D     | Antonio Strano        |

## Risultati

### Campionato

#### Girone di andata
| Arbitro: | Nepi (Ascoli Piceno) |

|          |           |  |
| Pepe 67’ | Marcatori |  |

| 24 settembre 1989 2ª giornata | Martina | 3 – 1 | Frosinone |  |

| 1º ottobre 1989 3ª giornata | Frosinone | 2 – 0 | Vigor Lamezia |  |

| 8 ottobre 1989 4ª giornata | Lodigiani | 1 – 2 | Frosinone |  |

| 15 ottobre 1989 5ª giornata | Pro Cavese | 1 – 0 | Frosinone |  |

| 22 ottobre 1989 6ª giornata | Frosinone | 2 – 1 | Fasano |  |

| 29 ottobre 1989 7ª giornata | Altamura | 1 – 2 | Frosinone |  |

| 5 novembre 1989 8ª giornata | Frosinone | 0 – 0 | Potenza |  |

| 12 novembre 1989 9ª giornata | Trapani | 0 – 1 | Frosinone |  |

| 19 novembre 1989 10ª giornata | Frosinone | 0 – 0 | Battipagliese |  |

| 26 novembre 1989 11ª giornata | Turris | 1 – 1 | Frosinone |  |

| 3 dicembre 1989 12ª giornata | Frosinone | 1 – 1 | Latina |  |

| 10 dicembre 1989 13ª giornata | Adelaide Nicastro | 0 – 0 | Frosinone |  |

| 17 dicembre 1989 14ª giornata | Frosinone | 1 – 1 | Acireale |  |

| 30 dicembre 1989 15ª giornata | Kroton | 1 – 3 | Frosinone |  |

| 7 gennaio 1990 16ª giornata | Frosinone | 1 – 2 | Atletico Leonzio |  |

| 14 gennaio 1990 17ª giornata | Ostia Mare | 1 – 1 | Frosinone |  |

#### Girone di ritorno
| Arbitro: | Roberto Bettin (Padova) |

|              |           |  |
| Lo Pinto 77’ | Marcatori |  |

| 4 febbraio 1990 19ª giornata | Frosinone | 1 – 0 | Martina |  |

| 11 febbraio 1990 20ª giornata | Vigor Lamezia | 0 – 0 | Frosinone |  |

| 18 febbraio 1990 21ª giornata | Frosinone | 0 – 0 | Lodigiani |  |

| 4 marzo 1990 22ª giornata | Frosinone | 2 – 0 | Pro Cavese |  |

| 11 marzo 1990 23ª giornata | Fasano | 1 – 1 | Frosinone |  |

| 18 marzo 1990 24ª giornata | Frosinone | 3 – 2 | Altamura |  |

| 25 marzo 1990 25ª giornata | Potenza | 1 – 1 | Frosinone |  |

| 1º aprile 1990 26ª giornata | Frosinone | 2 – 1 | Trapani |  |

| 8 aprile 1990 27ª giornata | Battipagliese | 2 – 1 | Frosinone |  |

| 14 aprile 1990 28ª giornata | Frosinone | 1 – 1 | Turris |  |

| 29 aprile 1990 29ª giornata | Latina | 2 – 2 | Frosinone |  |

| 6 maggio 1990 30ª giornata | Frosinone | 1 – 0 | Adelaide Nicastro |  |

| 13 maggio 1990 31ª giornata | Acireale | 1 – 0 | Frosinone |  |

| 20 maggio 1990 32ª giornata | Frosinone | 4 – 2 | Kroton |  |

| 27 maggio 1990 33ª giornata | Atletico Leonzio | 1 – 0 | Frosinone |  |

| 3 giugno 1990 34ª giornata | Frosinone | 2 – 2 | Ostia Mare |  |